# Telerig
Telerig (bulgariska: Телериг) är ett distrikt i Bulgarien.   Det ligger i kommunen Obsjtina Krusjari och regionen Dobritj, i den nordöstra delen av landet, 400 km öster om huvudstaden Sofia.
Trakten runt Telerig består till största delen av jordbruksmark. Runt Telerig är det ganska tätbefolkat, med 78 invånare per kvadratkilometer.